# Design of a Decade 1986/1996
Design of a Decade 1986/1996 è la prima raccolta di brani musicali della cantautrice statunitense Janet Jackson, contenente alcuni dei suoi maggiori successi del primo decennio di attività. Fu pubblicato alla fine del 1995.

## Descrizione
L'artista prende le distanze dai due lavori pubblicati prima di Control dell'86, affermando che "la sua vera musica" ha inizio con Control, ovvero da quando è diventata lei stessa coproduttrice e coautrice.
La raccolta, pubblicata dalla A&M, esclude quindi i suoi primi due album e contiene esclusivamente pezzi dei successivi tre: Control, Rhythm Nation 1814 e janet. Di janet., tuttavia, sono presenti solo le due tracce That's the Way Love Goes e Whoops Now, perché quest'ultimo era uscito con la nuova etichetta discografica della cantante, la Virgin Records, che aveva concesso l'autorizzazione che due soli brani fossero inclusi nella raccolta.
Il disco contiene anche il duetto con Luther Vandross del 1992 The Best Things in Life Are Free e i due inediti Runaway e Twenty Foreplay, entrambi estratti come singoli e accompagnati da videoclip.
In base al paese di pubblicazione la scaletta varia leggermente: negli Stati Uniti, per esempio, non figura Whoops Now.
In concomitanza al CD venne pubblicata anche una videocassetta dal titolo omonimo, in seguito riversata su DVD, con i video relativi alle canzoni del disco.

## Singoli
Il primo brano estratto, Runaway, è un allegro pezzo pop che parla della nostalgia nei confronti di un amato quando questi è lontano. L'artista spiegò di averlo composto mentre era in giro per il mondo con il Janet. World Tour: è quindi in primis un inno alla bellezza del mondo che si manifesta nelle diversità di paesaggi e culture diverse, ma anche un messaggio ai suoi fan, che non hanno la possibilità di ammirare tutto ciò che vede lei muovendosi per il globo.
Il videoclip, pieno di colori, è ambientato in differenti regioni della Terra, nelle quali la cantante interagisce con le persone che incontra, di etnie diverse.
Il singolo ebbe un ottimo successo in tutto il mondo arrivando alla posizione numero 3 della classifica statunitense dei singoli e lanciando molto bene la raccolta.
Il secondo estratto, l'altro inedito, è invece la ballata Twenty Foreplay, pubblicato internazionalmente ma non negli Stati Uniti che, a differenza del precedente, non ottenne molto successo.
La canzone ha sonorità particolarmente sensuali e descrive un momento di intimità sessuale tra una donna e un uomo.
Il video, in bianco e nero, unanimemente riconosciuto come uno dei migliori della popstar, ritrae una stella dello spettacolo sia durante la vita pubblica, in cui appare sorridente e serena, sia in quella privata, durante la quale si lascia andare a dei momenti di nostalgia.
Per questo filmato Jackson si ispirò a Dorothy Dandridge, la prima attrice di colore ad essere nominata a un Oscar come "Miglior attrice protagonista".

## Tracce
1. Runaway – 3:34
2. What Have You Done for Me Lately – 3:32
3. Nasty – 3:44
4. When I Think of You – 3:55
5. Escapade – 4:44
6. Miss You Much – 3:51
7. Whoops Now – 4:06
8. Love Will Never Do (Without You) – 4:35
9. Alright – 4:39
10. The Best Things in Life Are Free (con Luther Vandross) – 4:05
11. Control – 3:27
12. The Pleasure Principle – 4:13
13. Black Cat – 4:47
14. Rhythm Nation – 4:27
15. That's the Way Love Goes – 4:25
16. Come Back to Me – 5:36
17. Let's Wait Awhile – 4:36
18. Twenty Foreplay – 5:20

## Classifiche
Il disco riscosse un buon successo di pubblico in tutto il mondo, ottenendo la certificazione di almeno un Disco di platino pressoché in ogni paese.
| Paese         | Massima posizione in classifica |
| ------------- | ------------------------------- |
| Australia     | 2                               |
| Canada        | 5                               |
| Francia       | 5                               |
| Germania      | 10                              |
| Giappone      | 4                               |
| Nuova Zelanda | 1                               |
| Paesi Bassi   | 8                               |
| Regno Unito   | 2                               |
| Stati Uniti   | 3                               |
| Svizzera      | 6                               |

## Design of a Decade 1986/1996 (DVD)
Contemporaneamente alla raccolta delle canzoni in CD ne fu pubblicata una dei videoclip relativi in VHS, successivamente stampata anche in Laserdisc e DVD. 
All'interno è presente anche un minidocumentario sulla realizzazione della clip di Runaway.

### Tracce
1. What Have You Done for Me Lately
2. Nasty
3. When I Think of You
4. Control
5. Let's Wait Awhile
6. The Pleasure Principle
7. Miss You Much
8. Rhythm Nation
9. Escapade
10. Alright
11. Come Back to Me
12. Black Cat
13. Love Will Never Do (Without You)
14. That's the Way Love Goes
15. Whoops Now
16. Runaway
17. Runaway (documentario)